# Dreisbach (Mosel)
Der Dreisbach ist ein linker Zufluss der Mosel in Kesten, Rheinland-Pfalz.
Er hat eine Länge von 2,525 Kilometern, ein Wassereinzugsgebiet von
2,543 Quadratkilometern und die Fließgewässerkennziffer 267714.
Der Dreisbach mündet bei der Dreismühle in die Mosel.